# Dělení nádorů podle histiogeneze
Na základě histiogeneze (tedy původní lokalizace nádorové tkáně) se rozlišují tyto typy nádorů:

## Mezenchymální nádory
Mezenchymální nádory vznikají z tkání mezenchymu, maligní mezenchymové nádory se nazývají sarkomy
1. nádory vaziva
2. fibrohistiocytární nádory
3. nádory tukových buněk
4. nádory chrupavky, synovie a kostí
5. nádory cév
6. nádory svalových buněk
7. nádory struny hřbetní (chorda dorsalis)
8. nádory krevních buněk

### Nádory vaziva
Ve vazivu mohou vznikat tyto nádory:
- fibrom = nádorově pozměněné fibrocyty, buňky vaziva, podle množství kolagenu se dělí na tvrdý a měkký fibrom
- fibrosarkom
- myxom= nádorově pozměněné retikulární buňky vaziva, nejčastější nádor srdce
- myxosarkom = často tvoří složku jiných sarkomů
- myofibrom
- myofibroblastom = benigní nádor prsu

### Fibrohistiocytární nádory
Buňky mají schopnost fagocytózy a zároveň tvoří kolagenní vlákna
- fibrózní histiocytom= neohraničený nádor podkoží
- maligní fibrózní histiocytom
- dermatofibrosarkoma protuberans= podobá se histiocytomu

### Nádory tukových buněk
Tukové buňky mohou mít tyto nádory:
- lipom = nádor z tukové tkáně, podobá se normální tukové tkáni, ale má pouzdro
- lipoblastom = proliferující beginní lipom v dětském věku
- hibernom = z hnědé tukové tkáně
- liposarkom = nejčastější nádor retroperitonea a mediastina u starších osob
- xantom = nádor z histiocytů (střádají cholesterol, v cytoplasmě jsou tukové kapénky)

### Nádory chrupavky, synovie a kostí
Chrupavky, synovie a kosti mohou mít tyto nádory:
- chondrom = nádor připomíná hyalinní chrupavku
  - enchondrom = nádor uvnitř krátkých kostí
- osteochondrom = dochází k osifikaci novotvaru
- chondroblastom = nezhoubný nádor chrupavky
- chondrosarkom
- synoviální sarkom
- osteom = často se nejedná o pravý nádor, ale o reakci tkáně na trauma nebo zánět
  - osteoidní osteom = pravý maligní nádor kosti
- obrovskobuněčný kostní nádor = tvořen obrovskými buňkami, které se podobají osteoklastům
- osteoblastom
- osteosarkom = vysoce maligní nádor

### Nádory cév
V cévách mohou vznikat tyto nádory, obecně také zvané angiomy:
- hemangiom = nádor endotelu cév
  - kapilární hemangiom
  - kavernózní hemangiom
  - arteriovenózní hemangiom
- hemangiopericytom
- hemangioendoteliom
- Kaposiho sarkom
- angiosarkom = maligní nádor podobný endotelu
- lymfangiom
  - jednoduchý lymfangiom = jeví se jako ektazie (chylangioentazie)
  - kavernózní lymfangiom, s kapilárami jako hemangiolymfangiom
  - cystický lymfangiom, např. hygroma colli cysticum

### Nádory svalových buněk
Ve svalových buňkách mohou vznikat tyto nádory:
- leiomyom = nádorově změněné leiomyocyty, buňky hladké svaloviny
  - bizarní leiomyom = přítomnost obrovských bizarních buněk
- leiomyosarkom
- rabdomyom = nezhoubný nádor z příčně pruhované svaloviny
- rabdomyosarkom = nejčastější nádor měkkých tkání
  - embryonální rabdomyosarkom
  - alveolární rabdomyosarkom
  - pleomorfní rabdomyosarkom

### Nádory chordy dorsalis
V chordě může vznikat tento nádor:
- chordom = nádor ze zbytků chorda dorsalis, považuje se za hamarcii

### Nádory krevních buněk a lymfatických uzlin
- leukémie
- lymfomy
- myelom
- plazmocytom

## Epitelovénádory

### Benigní nádory krycího epitelu
- papilom
  - měkký papilom
  - fibroepiteliální papilom
  - invertovaný papilom
- papilární fibroepiteliom

### Benigní nádory žlázového epitelu
- adenom
- cystadenom = cystický nádor vystlaný žlázovým epitelem
- epiteliom
  - cylindrom = cystický karcinom = nádor ze slinných žláz

### Maligní nádory povrchového epitelu,karcinomy
- epidermoidní karcinom
  - dlaždicový karcinom (skvamózní, spinocelulární)
  - bazocelulární karcinom kůže = bazaliom
- papilokarcinomy
  - uroteliální karcinom

### Nádory neurokrinních epiteliálních buněk
- karcinoid = z epitelových buněk periferního endokrinního systému, nejdiferencovanější neuroendokrinní karcinom
- malobuněčný karcinom
- karcinom pankteatu, štítné žlázy

## Neuroektodermové nádory
Vznikají z buněk neuroektodermového původu.
1. nádory CNS
2. nádory periferního nervstva
3. nádory kůže a sliznic (melanocyty)

### Nádory centrální nervové soustavy
- neuroblastom
- ganglioneurom
- feochromocyton
- chemodektom
- retinoblastom
- oligodendrogliom = nádorově změněné oligodendroglie, druh gliových buněk
- astrocytom = nádorově změněné astrocyty, druh gliových buněk
- meduloblastom
- ependymom
- meningiom
- angioretikulom

### Nádory periferního nervstva
- neurinom = neurilemon = Schwannom = nádor ze Schwannových buněk
- neurofibrom
- neurogenní sarkom = vzácná varianta neurinomu, maligní

### Nádory melanocytů
- pigmentový névus - (benigní)
- maligní melanom (=melanoblastom)
- alveolární sarkom měkkých částí

## Smíšené nádory
Smíšené nádory, tedy nádory ze dvou tkání různého původu, můžeme dále dělit na:
- kombinace: myofibrom, myxolipom, angiofibrom, angiolipom (hodně cévnatý lipom), osteofibrom, fibroleiomyom (z hladké svaloviny s příměsí vaziva), fibroxantom, fibroadenom (nádor ženského prsu).
- germinální nádor = germinom = ze zárodečných buněk
  - seminom
  - teratom = nádor ze zárodečných buněk (vaječníku, varlete)
    - monodermon = z jednoho zárodečného listu
    - bidermon = ze dvou zárodečných listů
    - tridermon = ze tří zárodečných listů
    - nádor trofoblastu = postgestační trofoblastická nemoc
      - choriokarcinom = nádor většinou z placentárního trofoblastu, někdy teratogenního původu

    - embryonální karcinom
    - polyembryom = polyembruonální embryom = maligní, z tkání osmidenního embrya
    - nádor ze žloutkového váčku
    - zralý (diferencovaný) teratom = koetální teratom = teratoma maturum
    - nezralý teratom = teratoma immaturum

  - smíšený germinální nádor